# Quận Hayes, Nebraska
Quận Hayes là một quận thuộc tiểu bang Nebraska, Hoa Kỳ.
Quận này được đặt tên theo. Theo điều tra dân số của Cục điều tra dân số Hoa Kỳ năm 2000, quận có dân số 1068 người. Quận lỵ đóng ở Hayes Center6.

## Địa lý
Theo Cục điều tra dân số Hoa Kỳ, quận có diện tích 1848 km2, trong đó có 1 km2 là diện tích mặt nước.

### Quận giáp ranh
- Quận Frontier, Nebraska - (đông)
- Quận Hitchcock, Nebraska - (nam)
- Quận Dundy, Nebraska - (tây nam)
- Quận Chase, Nebraska - (tây)
- Quận Perkins, Nebraska - (tây bắc)
- Quận Lincoln, Nebraska - (bắc)